# Codice dei beni culturali e del paesaggio
Il decreto legislativo 22 gennaio 2004, n. 42, meglio noto come Codice dei beni culturali e del paesaggio o Codice Urbani, è un decreto legislativo che regola la tutela dei beni culturali e paesaggistici d'Italia.
Il codice è stato elaborato dall'allora Ministro dei beni e delle attività culturali Giuliano Urbani, da cui riprese il nome, di concerto con il Ministro per gli affari regionali Enrico La Loggia e pubblicato nella Gazzetta Ufficiale della Repubblica Italiana n° 45 del 24 febbraio 2004. È entrato in vigore il 1º maggio 2004.

## Storia
L'art 10 della legge 6 luglio 2002, n. 137 era una legge delega che dava al governo italiano la potestà di emanazione di una normativa a tutela ambientale; le sole normative precedenti sul tema erano la legge 29 giugno 1939, n. 1497 e la legge Galasso del 1985. Il Codice, approvato dal Consiglio dei Ministri il 16 gennaio 2004 ed entrato in vigore il 1 maggio 2004 accoglie la distinzione fondamentale tra attività culturale e bene culturale e si rettifica l'elenco contenuto nell'art. 148 del d.lgs 31 marzo 1998, n. 112, peraltro abrogandolo.

## Contenuto
Il codice individua la necessità di preservare il patrimonio culturale italiano. Esso definisce come bene culturale le cose immobili e mobili che presentano interesse artistico, storico, archeologico o etnoantropologico; rientrano, inoltre, in tale definizione i beni architettonici, le raccolte di istituzioni culturali (quali museali, archivi e biblioteche), i beni naturalistici (quali i beni mineralogici, petrografici, paleontologici e botanici) e storico scientifici, le carte geografiche, nonché materiale fotografico (fotografia e negativo) e audio-visivo (pellicola cinematografica). Vengono altresì considerati di interesse culturale i beni immateriali e i beni paesaggistici.

## Caratteristiche
È il principale riferimento normativo italiano che attribuisce al Ministero per i beni e le attività culturali il compito di tutelare, conservare e valorizzare il patrimonio culturale dell'Italia.
Il codice dei beni culturali e del paesaggio invita alla stesura di piani paesaggistici meglio definiti come "piani urbanistici territoriali con specifica attenzione ai valori paesaggistici".

## Struttura
Il Codice di 184 articoli, divisi in cinque parti: la prima parte comprende 9 articoli e contiene le «Disposizioni generali», la seconda parte si compone di 121 articoli e tratta dei «Beni culturali», la terza parte è composta da 29 articoli e tratta dei «Beni paesaggistici», la quarta parte si compone di 22 articoli e tratta delle «Sanzioni», la quinta e ultima parte si compone di 3 articoli e contiene le «Disposizioni transitorie».

### Tabella riassuntiva dei contenuti
| Parte prima   | Disposizioni generali (artt.1-9)                                                     | Definisce il patrimonio culturale, regola i rapporti stato-regioni sulle competenze in materia di tutela e valorizzazione       |
| Parte seconda | Beni culturali (artt.10-130)                                                         | Individua i beni culturali, ne disciplina la tutela, la fruizione e la valorizzazione; indica norme transitorie e finali        |
| Parte terza   | Beni paesaggistici (artt.131-159)                                                    | Individua e regola i beni paesaggistici con riferimento alla tutela e alla valorizzazione                                       |
| Parte quarta  | Sanzioni (artt. 160-181)                                                             | Disciplina sanzioni amministrative e penali relative sia ai beni culturali che ai beni paesaggistici                            |
| Parte quinta  | Disposizioni transitorie, sanzioni, abrogazioni ed entrata in vigore (artt. 182-184) | Indica tutte le leggi abrogate, ivi compreso il T.U. 490/1999                                                                   |
| Allegato A    | In calce al codice                                                                   | Indica i valori applicabili ai beni culturali in caso di esportazione, commercio, esportazione nel territorio UE e restituzione |

### Disposizioni generali
1. In attuazione dell'articolo 9 della Costituzione, la Repubblica tutela e valorizza il patrimonio culturale in coerenza con le attribuzioni di cui all'articolo 117 della Costituzione e secondo le disposizioni del presente codice.
2. La tutela e la valorizzazione del patrimonio culturale concorrono a preservare la memoria della comunità  nazionale e del suo territorio e a promuovere lo sviluppo della cultura.
3. Lo Stato, le regioni, le città metropolitane, le province e i comuni assicurano e sostengono la conservazione del patrimonio culturale e ne favoriscono la pubblica fruizione e la valorizzazione.
4. Gli altri soggetti pubblici,  nello svolgimento della loro attività, assicurano la conservazione e la pubblica fruizione del loro patrimonio culturale.
5. I privati proprietari,  possessori o detentori di beni appartenenti al patrimonio culturale sono tenuti a garantirne la conservazione.
6. Le attività concernenti la conservazione, la fruizione e la valorizzazione del patrimonio culturale indicate ai commi 3, 4 e 5 sono svolte in conformità alla normativa di tutela.

## Modifiche successive
Il Codice è stato modificato in numerose occasioni a partire dall'anno 2006 fino al 2020.

## Disciplina riguardo alla riproduzione di beni culturali
Il codice dei beni culturali (d.lgs. 22/01/2004, n. 42) presentava, nella sua versione originale, una disciplina abbastanza restrittiva riguardo alla riproduzione di beni culturali.
 
Nell'articolo 107 al comma 1 si legge infatti che:
Mentre, sempre nella prima versione dell’articolo 108 al comma 1 si stabiliva che:
Ancora, al comma 3 dello stesso articolo venivano escluse dal pagamento di un canone connesso alla riproduzione solo "le riproduzioni richieste da privati per uso personale o per motivi di studio, ovvero da soggetti pubblici per finalità di valorizzazione."
Nel corso degli anni, grazie soprattutto alla rapida diffusione di internet e alla nascita di molti blog, siti web a tema storico/scientifico o divulgativo ed alla crescita esponenziale nell'utilizzo dei social network, ci sono state molte critiche a questa iniziale impostazione del codice. In particolare, tale formulazione impediva di fatto la pubblicazione degli scatti e delle immagini in rete anche se a scopo puramente scientifico, informativo o educativo, senza aver preventivamente ricevuto il consenso da parte dell’ente affidatario del bene in questione. 
Queste critiche hanno portato negli anni a varie modifiche del testo del codice dei beni culturali. Le modifiche più rilevanti sulla possibilità di riproduzione dei beni culturali vengono introdotte dal decreto legge 31 maggio 2014, n. 83 e dalla legge 4 agosto 2017, n. 124.
Tali modifiche aggiungono all'articolo 108, il comma 3-bis che di fatto rende libera la riproduzione e la divulgazione dell'immagine del bene culturale, purché essa non sia fatta a scopo di lucro. Più specificamente con riferimento alla norma, si rende libera "la divulgazione con qualsiasi mezzo delle immagini di beni culturali, legittimamente acquisite, in modo da non poter essere ulteriormente riprodotte a scopo di lucro."
Tuttavia, ancora oggi il dibattito sul tema della riproduzione dei beni culturali in Italia è ancora aperto in quanto la presenza di queste norme andrebbe comunque a limitare la libertà di panorama.